# Kanton Vorey
Kanton Vorey (fr. Canton de Vorey) je francouzský kanton v departementu Haute-Loire v regionu Auvergne. Tvoří ho sedm obcí.

## Obce kantonu
- Beaulieu
- Chamalières-sur-Loire
- Mézères
- Roche-en-Régnier
- Rosières
- Saint-Pierre-du-Champ
- Vorey